# Oskar Friman

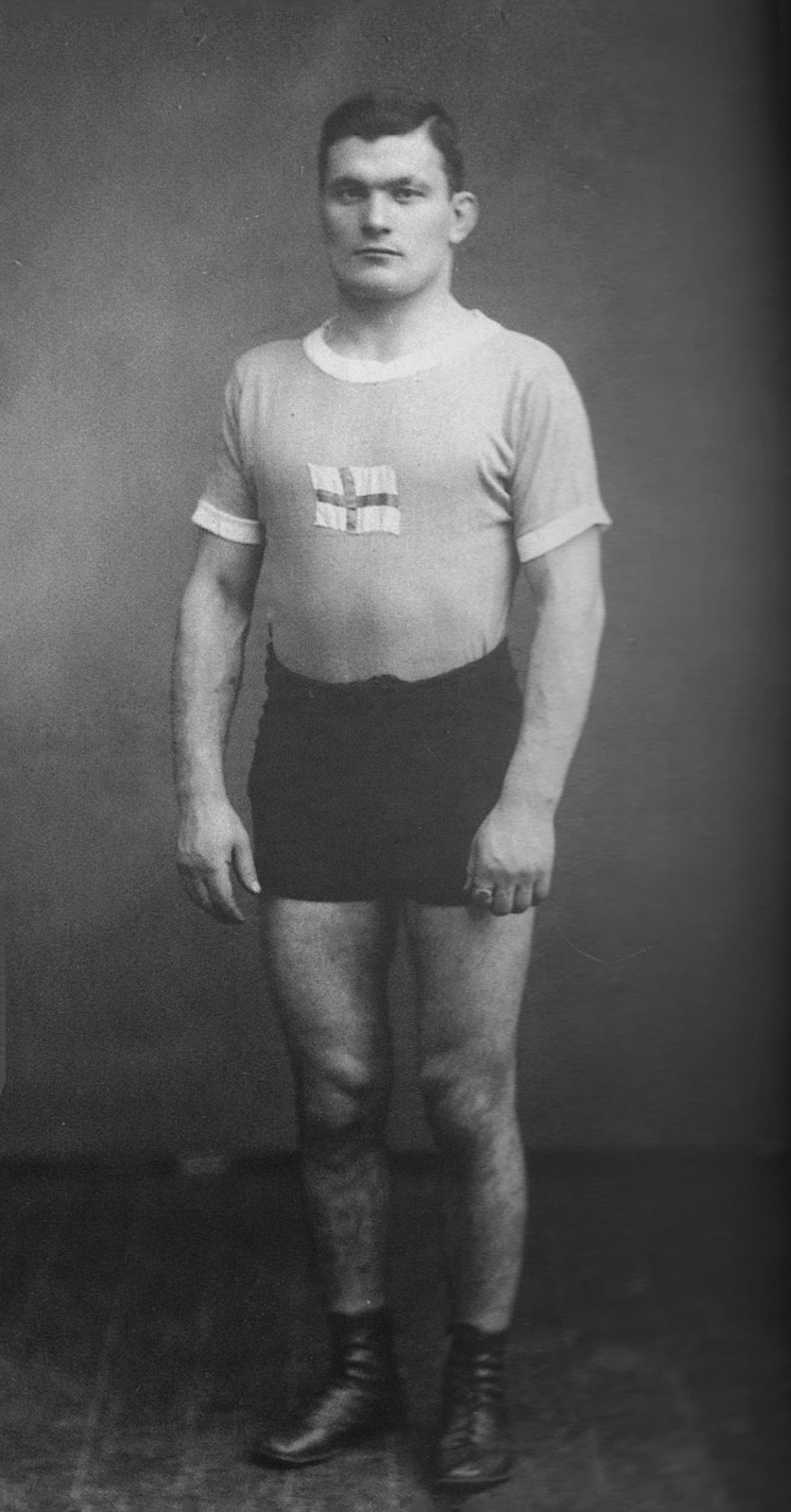
Oskar Friman

Oskar David „Oskari“ Friman (* 27. Januar 1893 in Vahviala, Ostkarelien; † 19. Oktober 1933 in Voikkaa) war ein finnischer Ringer. Er gewann bei den Olympischen Spielen 1920 und 1924 sowie bei den Weltmeisterschaften 1921 Goldmedaillen in den Leichtgewichtskategorien. Auf nationaler Ebene sammelte er elf finnische Titel, 1915–1924 und 1928.
Friman begann 1908 mit dem Ringen und wurde 1915 zusammen mit seinem Klubkameraden Emil Väre einer der besten finnischen Leichtgewicht-Ringkämpfer. Wegen des Ersten Weltkriegs begann er erst bei den Olympischen Spielen 1920 international zu ringen, wo er auf das Federgewicht herunter ging, um Väre nicht zu treffen. Väre zog sich bald darauf zurück, und Friman kehrte zum Leichtgewicht zurück. Während dieser Jahre arbeitete er als Metzger und Klempner, aber später, als er berühmt wurde und sich von Wettkämpfen zurückzog, wurde er als Cheftrainer der finnischen und schwedischen Ringkampf-Nationalmannschaften eingestellt.

## Erfolge
- 1920, Goldmedaille, OS in Antwerpen, GR, bis 62 kg, vor Heikki Kähkönen, Finnland und Frithjof Svensson, Schweden
- 1921, 1. Platz, WM in Helsinki, GR, bis 67,5 kg, vor Rafael Rone, Lettland und Juho Ikävalko, Finnland
- 1924, Goldmedaille, OS in Paris, GR, bis 67,5 kg, vor Lajos Keresztes, Ungarn und Kalle Westerlund, Finnland

## Finnische Meisterschaften
Mit zehn finnischen Meistertiteln gehört Oskar Friman zu den erfolgreichsten finnischen Ringern.
- 1915, 1. Platz
- 1916, 1. Platz, GR, bis 60 kg, vor Kalle Anttila und Adolf Salonen
- 1917, 1. Platz, GR, bis 60 kg, vor A. Pirskanen und Kalle Anttila
- 1918, 1. Platz, GR, bis 67,5 kg, vor Volmar Wikström und Juti Ikävalko
- 1919, 1. Platz, GR, bis 67,5 kg, vor Evert Mäntynen
- 1920, 1. Platz, GR, bis 67,5 kg, vor Edvard Vesterlund und Kalle Westerlund
- 1921, 1. Platz, GR, bis 67,5 kg, vor Eetu Huupponen
- 1922, 1. Platz, GR, bis 75 kg, vor Masa Perttilä und Vilho Pekkala
- 1923, 1. Platz, GR, bis 67,5 kg, vor Aleksanteri Toivola
- 1924, 1. Platz, GR, bis 75 kg, vor Emil Juvonen und Vilho Pekkala
- 1925, 2. Platz, GR, bis 75 kg, hinter Herman Nykänen
- 1928, 1. Platz, GR, bis 67,5 kg, vor Kalle Anttila und Elias Toivola